# フレデリック・ミストラル
フレデリック・ミストラル（Frédéric Mistral、1830年9月8日 - 1914年3月25日）は、フランスプロヴァンス地方のマイヤーヌに生まれた詩人。代表作に『ミレイオ』があり、この作品で1904年にノーベル文学賞を受賞した。
近代におけるプロヴァンス語の再興にも大きく貢献した。その一端は、「フェリブリージュ」の創設などに見ることが出来る。
ノーベル文学賞の賞金で、アルルにアルラタン博物館を創設した。この博物館ではプロヴァンスにゆかりのある様々なものが展示されており、中庭には世界遺産「アルルのローマ遺跡とロマネスク様式建造物群」の一部をなす小集会場跡がある。
小惑星(5033) Mistralはミストラルに因んで命名された。

## 作品
- 『ミレイオ（Mirèio, プロヴァンス語。フランス語ではミレイユ Mireille）』- プロヴァンス語による詩。1859年
  - 『プロヴァンスの少女:ミレイユ』杉富士雄訳、岩波文庫、1977年
- Calendau- 1867年
- Nerto- 1884年
- La Reino Jano- 1890年
- Lou Pouemo dou Rose- 1897年
- Lis Isclo d'or- 1876年（決定版が1889年）
- Lis Oulivado- 1912年
- Prose d'Armana- 全3巻の短編集。1926年-1929年